# SunPower
SunPower Corporation to firma ze Stanów Zjednoczonych działająca na rynku energetycznym, która projektuje i wytwarza ogniwa fotowoltaiczne z krystalicznego krzemu, ,,dachówki" i panele słoneczne oparte na ogniwie słonecznym, w którym styki znajdują się z tyłu ogniwa, wynalezionym na Uniwersytecie w Stanford. Firma należy w 66% do Total, która jest trzecią pod względem wielkości w Europie firmą zajmującą się przetwarzaniem ropy naftowej.

## Historia
W 1997 ogniwa słoneczne SunPower zostały wykorzystane w NASA Pathfinder.
W styczniu 2007, korporacja SunPower przejęła PowerLight Corporation, wiodącego światowego dostawcę systemów fotowoltaicznych dużej mocy. W lutym 2010 SunPower przejął SunRay Renewable Energy za 277 milionów dolarów. 29 kwietnia 2011 Total S.A. zakupiło 60% udziałów w firmie SunPower za 1,38 miliarda dolarów. 23 grudnia 2011 firma ogłosiła zgodę na przejęcie Tenesol SA.

## Ogniwa
Podstawowym produktem firmy są 6-calowe/160mm monokrystaliczne ogniwa fotowoltaiczne, znak towarowy "Maxeon", zapakowane w konwencjonalne panele słoneczne składające się z 60 ogniw. Każde ogniwo ma 21,5% sprawność konwersji i każdy panel produkuje do 345 W; typowe panele o podobnych rozmiarach produkują maksymalnie od 250 do 333 W.
Krzemowe ogniwa słoneczne zazwyczaj składają się cienkiej warstwy krzemu obrobionego chemicznie, tak by wytworzyć aktywną elektrycznie warstwę, produkującą elektryczność w chwili padania na nią promieni słonecznych. Odbieranie tej energii najczęściej jest zadaniem bardzo cienkich przewodów osadzonych w przedniej części ogniwa. Istnieje pewien paradoks w projektowaniu oprzewodowania; większe przewody zmniejszają opór elektryczny i zwiększają odbiór energii, lecz odbijają światło, które mogłoby dotrzeć do ogniwa i zwiększyć produkcję energii. Przewody zasadniczo są wykonane ze srebra z pewnych przyczyn, tańsze miedź i aluminium nie zostały dobrze przyjęte na rynku. Obwód jest zakończony cienką warstwą aluminium, naniesioną na tylnej części ogniwa.
Technologia Maxeon opiera się na tym samym krzemowym ogniwie, lecz połączenia elektryczne są zgoła odmienne. Srebrne oprzewodowanie zostało usunięte i zastąpione transparentnym materiałem elektrodowym, podobnym do materiałów używanych w telewizorach LCD i podobnych urządzeniach. Te elektrody mają gorsze właściwości elektryczne niż srebro, ale poprzez pokrycie całej powierzchni ogniwo zwiększają ogólną wydajność, nie blokując promieniowania słonecznego. W tylnej części ogniwa zastąpiono cienką warstwę aluminium, cieńszą warstwą miedzianą, która zarówno podnosi wydajność elektryczną, jak i tworzy bardziej odporne fizycznie połączenia, jednocześnie eliminując ryzyko korozji związane ze stosowaniem aluminium. 23 czerwca 2010 firma ogłosiła wyprodukowanie pełnoskalowego ogniwa słonecznego z 24,2% konwersją światła na elektryczność, rekord świata został potwierdzony przez National Renewable Energy Lab (NREL) Departament Energii Stanów Zjednoczonych.
Po wyprodukowaniu ogniw, konwencjonalny system montażu wykorzystuje robota do umiejscowienia ogniw w sieci sześciu kolumn po 10 ogniw – inne ułożenia są używane, lecz rzadko. Gdy są one już umiejscowione, przewody składające się ze srebrnych pasków są przeplatane między ogniwami i lutowane do złącz z tyłu, i z przodu. Niewielkie ilości miejsca między ogniwami są wymagane, by zmieścić paski pod i nad ogniwami. Layout mieści się na wierzchu plastikowego arkusza znanego jako "backsheet", a ogniwa i przewody są przyklejane do niego, by zapewnić połączenie. Kiedy klej wyschnie, otrzymany laminat jest gotowy do złożenia panelu, na co składa się: przyklejenie laminatu od strony z ogniwem do szklanego arkusza, dodanie skrzynki połączeniowej i dodanie ramy aluminiowej na obrzeżach dla wytrzymałości mechanicznej. Różne systemy montażu mogą się nieco różnić, jednak końcowym rezultatem zawsze jest szklany arkusz na górze, ogniwa i przewody w środku, a z tyłu "backsheet".
Panele firmy są podobne w koncepcji i układzie, ale zawierają wiele istotnych zmian w celu dalszego ulepszania systemu. Zamiast używania srebrnych pasków do łączenia ogniw, które nie są potrzebne z powodu braku srebra na ogniwach, w panelach SunPower stosuje się złącza krawędziowe, które zawierają wbudowane odciążacze, by zredukować naprężenia mechaniczne. Według firmy to rozwiązanie w porównaniu z konwencjonalnymi rozwiązaniami eliminuje 85% awarii, spowodowanych głównie korozją i przerwami w obwodach elektrycznych. Tylko za 14% awarii odpowiadają ogniwa i komponenty.
Minusem tych rozwiązań są koszty, materiały oraz metody konstrukcji, które są droższe i podwyższają ceny paneli. Jednakowoż cena paneli nie jest jedyną składową całkowitego kosztu instalacji fotowoltaicznej, w ostatnich latach wyniosła znacznie mniej niż 50% kosztów całkowitych. W tym przypadku używanie droższych paneli może zmniejszyć całkowity koszt instalacji, jeśli weźmiemy pod uwagę oszczędność czasu lub jeśli istnieją sztuczne ograniczenia wielkości instalacji. Oba przypadki są prawdziwe w przypadku domowych instalacji, gdzie dach determinuje całkowitą wielkość systemu, który ma być zainstalowany i koszty prac są największą składową kosztów instalacji. Zastąpienie konwencjonalnych paneli, panelami SunPower zwiększy całkowitą moc instalacji o 25% bez wydłużania czasu instalacji, w tym przypadku całkowity koszt instalacji pod względem ceny za wat może się poprawić, mimo wyższych kosztów paneli.

## Instalacje
SunPower niedawno ogłosił ilość projektów na całym świecie, w których wykorzystuje się opatentowaną przez nich technologię tracker'ów solarnych. Firma utrzymuje wiodącą pozycję na hiszpańskim rynku z ponad 61 MW zainstalowanymi lub w trakcie budowy; ostatnio ukończono 2,2-megawatową elektrownie słoneczną w Mungyeong w Korei, 15-megawatową elektrownię słoneczną w Nellis w Nevadzie, i 579-megawatową elektrownię fotowoltaiczną Solar Star – największą elektrownię słoneczną w Stanach Zjednoczonych.
6 października 2008 Agilent Technologies i SunPower Corporation ogłosiły, że 1-megawatowy system śledzący słońce na terenie Agilent zacznie produkować elektryczność w środku października. System w formie czaszy obejmuje 3-akrowy (1,2 ha) parking z niemal 3500 panelami słonecznymi SunPower, śledząc słońce w ciągu dnia. Projekt systemu śledzącego słońce wygeneruje do 25% więcej energii niż podobnej wielkości system na płaskim dachu, jak twierdzi firma. W rezultacie solarna czasza parkingu Agilent staje się największym generatorem energii fotowoltaicznej w Sonoma County w Kalifornii.
SunPower przekazało ogniwa słoneczne na bezzałogowy statek powietrzny Pathfinder Plus dla NASA/AeroVironment, który pobił rekord wysokości (24,445 m) dla zasilanych fotowoltaiką, śmigłowych samolotów.
4 sierpnia 2010, firma ogłosiła ukończenie 505-kilowatowej instalacji solarnej dla Horizon Power, państwowego dostawcy energii dla dalekich i małych społeczności w rejonie Marble Bar i Nullagine wschodniego regionu Pilbara w Australii Zachodniej.
Naziemna instalacja SunPower T20 Tracker jest największym systemem śledzącym słońce w Australii i zasila pierwszą na świecie hybrydową solarno-diesel'ową elektrownię. Elektrownia będzie generować w przybliżeniu 1,048 MWh energii słonecznej rocznie i będzie produkować od 60 do 90 procent dziennego zapotrzebowania energetycznego odległych społeczności. Projekt został wsparty przez rząd Australii poprzez Renewable Remote Power Generation Program i wdrożony przez Biuro Energii w Australii Zachodniej.
W 2011 SunPower i Ford ogłosili opcję dla klientów kupujących samochody elektryczne, instalacji domowego panelu słonecznego, który będzie zasilał samochód. W grudniu 2011, firma ogłosiła współpracę z projektem Solar Impulse w budowie HB-SIA – ich pierwszego samolotu solarnego i później HB-SIB – drugiego samolotu podejmującego próbę okrążenia świata w 2015.
W czerwcu 2012, firma ogłosiła dokończenie instalacji fotowoltaicznej na drugim ZeroHouse 2.0, budynku zeroenergetycznym, na Wschodnim Wybrzeżu. Dom zbudowany przez KB Home, zlokalizowany w Waldorf, w Maryland wykorzystuje zasilanie słoneczne i sprawność energetyczną, by produkować tylko tyle energii ile używa.
W październiku 2014 został zaprojektowany 16-megawatowy system jako "największa elektrownia słoneczna na terenie Amerykańskiego college'u" budowany przez UC Davis.

## Sieć instalatorów
Firmy zajmujące się instalacjami fotowoltaicznymi mogą otrzymać certyfikat SunPower, jeśli przejdą odpowiednie szkolenie. Instalatorzy są dzieleni na cztery grupy w zależności od poziomu wyszkolenia i ogólnego poziomu satysfakcji klienta.